# Eye to the Telescope
Eye To The Telescope (Em português: Olho no Telescópio) é o álbum de estreia da cantora, compositora e multi-instrumentista britânica KT Tunstall, lançado no dia 13 de dezembro de 2004, pelo selo da Virgin Records. Incluindo hits como "Under The Weather", "Another Place To Fall" e "Suddenly I See", o álbum foi bem recebido pela crítica e pelo público, alcançando o 3° lugar no Reino Unido, permanencendo 133 semanas nas paradas britânicas, e vendendo até hoje, algo perto de 1,5 milhão de cópias no Reino Unido, bem como 1,2 milhão nos Estados Unidos, além de 1,5 milhão mundialmente, fechando com 4,2 milhões ao todo no globo.

## Recepção da crítica
Eye To The Telescope foi bem recebido tanto pela crítica como pelo público. O crítico Mark A. Price, do PopMatters, deu ao álbum 7 dos 10 pontos máximos, classificando o som das músicas como "igualmente novo e familiar", misturando influências de nomes como Melissa Etheridge e Fiona Apple, enquanto adiciona muita originalidade de si própria.
Stephen Thomas Erlewine, do Allmusic, deu 3,5 estrelas das cinco totais, dizendo que o álbum era uma "fabulosa e satisfatória estréia". Já no site Metacritic, ganhou 76 pontos dos 100 máximos dados pelo site, indicando, assim, "geralmente opiniões favoráveis".

## Faixas
1. "Other Side Of The World"  [K. Tunstall, M. Terefe] – 3:34
2. "Another Place To Fall"  [K. Tunstall] – 4:11
3. "Under The Weather"  [K. Tunstall, Tommy D.] – 3:37
4. "Black Horse and the Cherry Tree"  [K. Tunstall] – 2:51
5. "Miniature Disasters"  [K. Tunstall] – 3:32
6. "Silent Sea"  [K. Tunstall, J. Hogarth] – 3:48
7. "Universe & U"  [K. Tunstall, Pleasure] – 4:01
8. "False Alarm"  [K. Tunstall, M. Terefe] – 3:50
9. "Suddenly I See"  [K. Tunstall] – 3:22
10. "Stoppin' The Love"  [K. Tunstall, Tommy D.] – 4:02
11. "Heal Over"  [K. Tunstall] – 4:27
12. "Through The Dark"  [K. Tunstall, M. Terefe]– 3:48

 OBS: "[_]" indica os nomes dos compositores;

## Posições e Vendas
| Parada                      | Organização   | Posição | Certificação | Vendas    |
| --------------------------- | ------------- | ------- | ------------ | --------- |
| Australia Albums Chart      | ARIA          | #43     | -            | -         |
| Austria Albums Chart        | Media Control | #41     | -            | -         |
| Canada Albums Chart         | Music Canada  | #10     | Platina      | 100,000   |
| French Albums Chart         | IFPI          | #7      | 2× Ouro      | 158,500   |
| Germany Albums Chart        | Media Control | #43     | -            | -         |
| Ireland Albums Chart        | IRMA          | #4      | 7× Platina   | 75,000    |
| Italy Albums Chart          | FIMI          | #37     | -            | -         |
| Netherlands Albums Chart    | NVPI          | #53     | -            | -         |
| New Zealand Albums Chart    | RIANZ         | #3      | Platina      | 15,000    |
| Norway Albums Chart         | IFPI          | #11     | -            | -         |
| Switzerland Albums Chart    | Media Control | #9      | Ouro         | 15,000    |
| United Kingdom Albums Chart | BPI           | #3      | 5× Platina   | 1,500,000 |
| United States Albums Chart  | Billboard     | #33     | Platina      | 1,127,010 |